# Sivacrypticus bengalicus
Sivacrypticus bengalicus is een keversoort uit de familie Archeocrypticidae. De wetenschappelijke naam van de soort is voor het eerst geldig gepubliceerd in 1975 door Kaszab.